# Nitrat

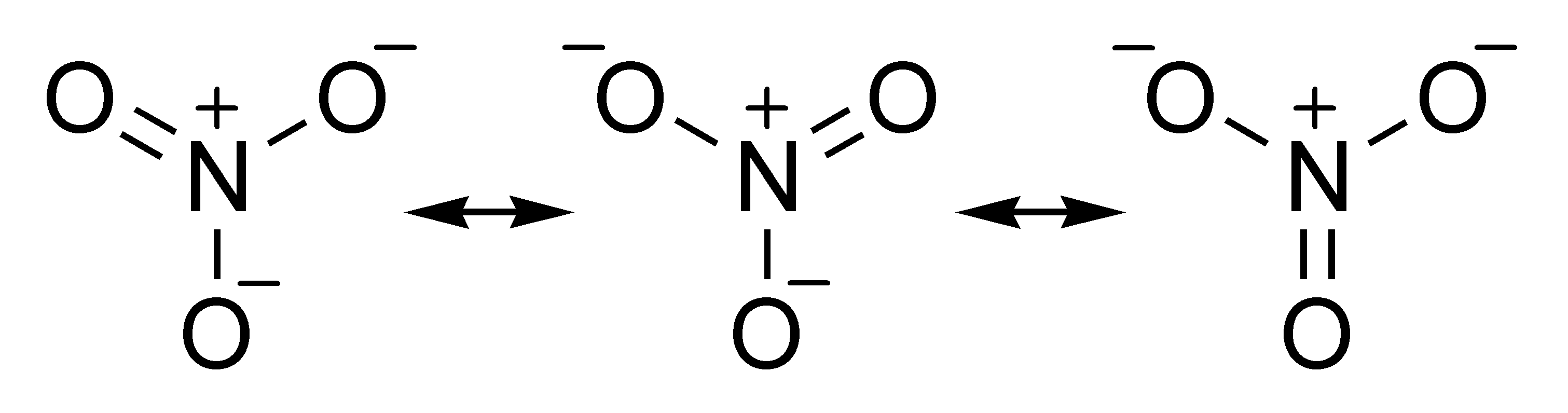
Nitratjonen har en plantrigonal geometri och stabiliseras genom resonans.

Nitrater är, inom den oorganiska kemin, salter av nitratjonen. Nitratjonen är en sammansatt jon med den kemiska beteckningen NO3-.
Nitratjoner bildas när nitrifikationsbakterier omvandlar ammoniumjoner NH4+ till nitritjoner och sedan vidare till nitratjoner. Nitratjonerna kan sedan omvandlas till kvävgas genom denitrifikation av fakultativt anaeroba bakterier.
Alla metallnitrat är lösliga i vatten. Vissa nitrater är flyktiga, till exempel kopparnitrat (Cu(NO3)2) och kvicksilvernitrat (Hg(NO3)2). Vid upphettning sönderfaller metallnitrat vanligen till metalloxid och kvävedioxid, undantaget natrium- och kaliumnitrat som bildar motsvarande metallnitrit och syre. Ammoniumnitrat sönderdelas vid upphettning till lustgas och vattenånga. Ett viktigt exempel på ett organiskt nitrat är nitroglycerin, som används både inom medicinen och sprängmedelsindustrin.

## Finns i

### Gödning
Nitrat är en viktig beståndsdel i såväl naturgödsel som mineralgödsel. Eftersom nitrat är mycket lättlösligt i vatten kan det lakas ut i vattendrag och hav och där ge problem med övergödning.

### Livsmedel
Nitrat finns naturligt i exempelvis spenat, rödbeta, sallat och ruccola. En del omvandlas i kroppen till nitrit.  
Nitrat och nitrit kan finnas i vatten från egen brunn. Troligen på grund av att gödselvatten runnit in i brunnen. 
Nitrat och nitrit förekommer även som tillsats i exempelvis charkprodukter för att förhindra uppkomst av livsfarligt botulinumtoxin.

#### Råd
Ge inte födoämnen rika på nitrat till spädbarn under ett år. Låt inte smoothies, grönsaksjuice eller andra maträtter innehållande nitratrika födoämnen stå länge framme i rumstemperatur, eftersom det är då nitraterna omvandlas till de betydligt farligare nitriterna. 

### Läkemedel
Nitrater finns exempelvis i vissa mediciner mot kärlkramp (angina pectoris). De fungerar kärlvidgande, vilket sänker blodtrycket och på så vis avlastar hjärtat.